# Medninagar
Medninagar (alternativt Medininagar, fram till 2004 Daltonganj) är en stad i den indiska delstaten Jharkhand och är huvudort för distriktet Palamu. Folkmängden uppgick till 78 396 invånare vid folkräkningen 2011, med förorter 120 325 invånare.
Stadens före detta namn, Daltonganj, var efter en brittisk överste vid namn Dalton. Medninagar ligger på högplatån Chutia Nagpur vid floden Norra Koel. Närmaste flygplats finns i delstatshuvudstaden Ranchi, 18 mil sydöst.